# Panique à Gibraltar
Pour plus de détails, voir Fiche technique et Distribution.
Panique à Gibraltar (I sette dell'orsa maggiore) est un film franco-italien réalisé par Duilio Coletti, sorti en 1953.

## Synopsis
L’Orsa Maggiore est le nom d'une escadrille spéciale de la Marine italienne qui effectue des missions de sabotage pendant la Seconde Guerre mondiale. Les hommes grenouilles qui la composent utilisent  des maiale, des torpilles pilotables. L'action à Gibraltar est leur première mission. Les hommes grenouilles posent des mines sur trois navires anglais qui sont coulés ; pendant l'action, un homme grenouille et une femme agent secret de support à terre sont tués. 

## Fiche technique
- Titre original : I sette dell'orsa maggiore
- Titre français : Panique à Gibraltar
- Réalisation : Duilio Coletti
- Scénario : Duilio Coletti, Giuseppe Berto, Marcantonio Bragadin, Enzo Cossa, Ennio De Concini et Francesco De Robertis
- Photographie : Aldo Tonti
- Musique : Nino Rota
- Pays d'origine :  Italie |  France
- Langue originale : italien
- Format : noir et blanc - 1,37:1 - mono
- Genre : film de guerre
- Durée : 90 minutes
- Date de sortie : 1953

## Distribution
- Eleonora Rossi Drago : Marion
- Pierre Cressoy : Luigi Silvani
- Paul Muller : agent étranger
- Charles Fawcett
- Luigi Ferraro
- Riccardo Garrone

## Article annexe
- Sous-marins au cinéma et à la télévision